# Pechbonnieu
Pechbonnieu [pɛʃbɔnjø] est une commune française située dans le nord du département de la Haute-Garonne, en région Occitanie.
Sur le plan historique et culturel, la commune est dans le Pays toulousain, qui s’étend autour de Toulouse le long de la vallée de la Garonne, bordé à l’ouest par les coteaux du Savès, à l’est par ceux du Lauragais et au sud par ceux de la vallée de l’Ariège et du Volvestre. Exposée à un climat océanique altéré, elle est drainée par divers petits cours d'eau.
Pechbonnieu est une commune urbaine qui compte 4 792 habitants en 2022, après avoir connu une forte hausse de la population depuis 1962. Elle est dans l'agglomération toulousaine et fait partie de l'aire d'attraction de Toulouse. Ses habitants sont appelés les Pechbonniliens ou Pechbonniliennes.
Le patrimoine architectural de la commune comprend deux immeubles protégés au titre des monuments historiques : l'église Saint-Jacques, inscrite en 1950, et le château, inscrit en 1993 puis classé en 1995.

## Géographie

### Localisation
La commune de Pechbonnieu se trouve dans le département de la Haute-Garonne, en région Occitanie.
Sur le plan historique et culturel, Pechbonnieu fait partie du pays toulousain, une ceinture de plaines fertiles entrecoupées de bosquets d'arbres, aux molles collines semées de fermes en briques roses, inéluctablement grignotée par l'urbanisme des banlieues.
Elle se situe à 11 km à vol d'oiseau de Toulouse, préfecture du département.
Les communes les plus proches sont : 
Saint-Loup-Cammas (1,2 km), Montberon (1,7 km), Saint-Geniès-Bellevue (2,8 km), Castelginest (2,9 km), Launaguet (3,4 km), Gratentour (3,4 km), Labastide-Saint-Sernin (3,9 km), Fonbeauzard (4,1 km).
Pechbonnieu est limitrophe de cinq autres communes.
|              | Labastide-Saint-Sernin |                   |
| Gratentour   | Pechbonnieu            | Montberon         |
| Castelginest |                        | Saint-Loup-Cammas |

### Géologie et relief
La superficie de la commune est de 752 hectares ; son altitude varie de 140  à   208 mètres.

### Hydrographie

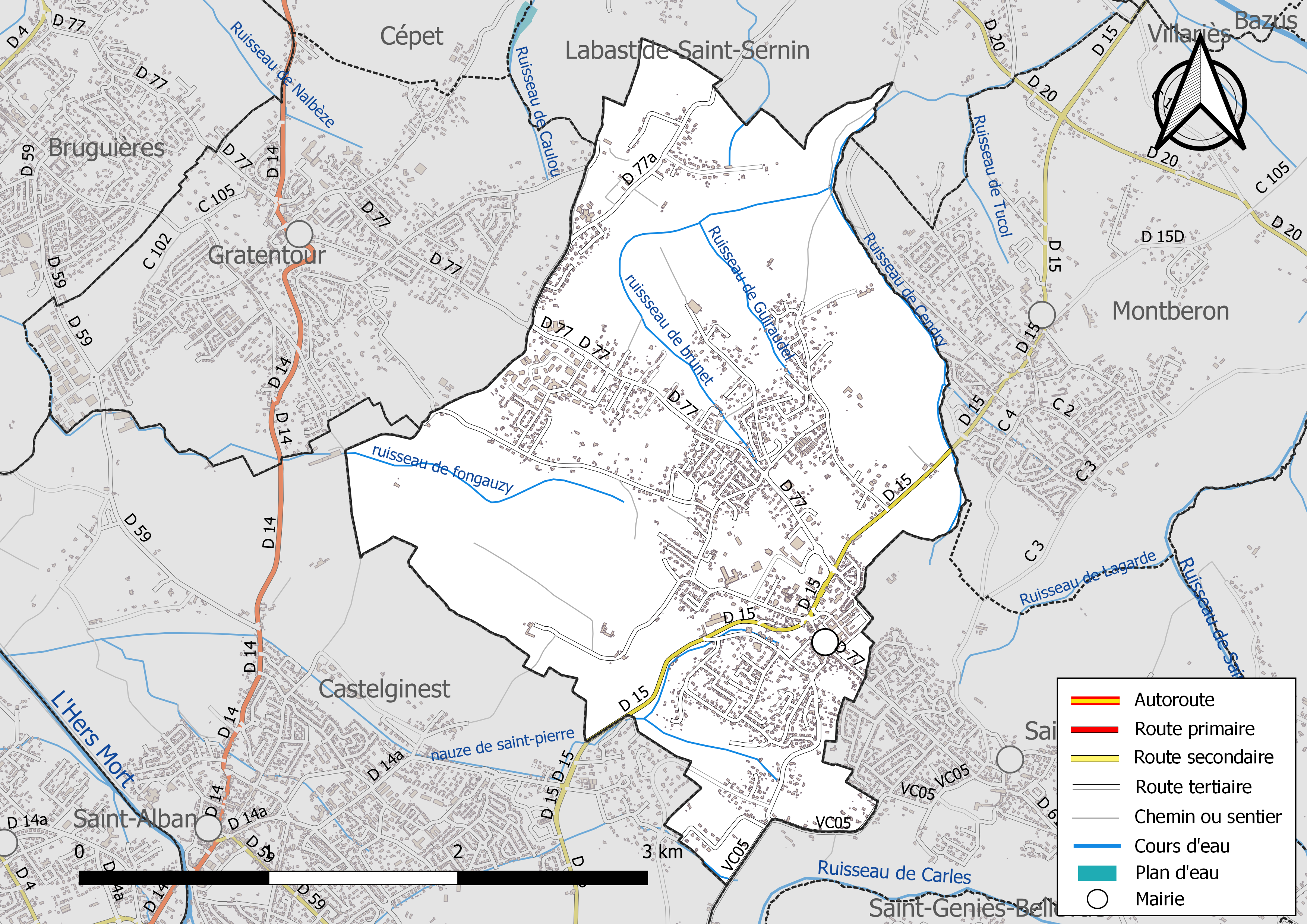
Réseaux hydrographique et routier de Pechbonnieu.

La commune est dans le bassin de la Garonne, au sein du bassin hydrographique Adour-Garonne. Elle est drainée par nauze de saint-pierre, le ruisseau de Cendry, le ruisseau de fongauzy, le ruisseau de Guiraudel, le ruisseau de la Coudoumine, le ruisseau de la Magdelaine et par divers petits cours d'eau, constituant un réseau hydrographique de 9 km de longueur totale,.

### Climat
Pour des articles plus généraux, voir Climat de l'Occitanie et Climat de la Haute-Garonne.
En 2010, le climat de la commune est de type climat du Bassin du Sud-Ouest, selon une étude s'appuyant sur une série de données couvrant la période 1971-2000. En 2020, Météo-France publie une typologie des climats de la France métropolitaine dans laquelle la commune est exposée à un climat océanique altéré et est dans la région climatique Aquitaine, Gascogne, caractérisée par une pluviométrie abondante au printemps, modérée en automne, un faible ensoleillement au printemps, un été chaud (19,5 °C), des vents faibles, des brouillards fréquents en automne et en hiver et des orages fréquents en été (15 à 20 jours).
Pour la période 1971-2000, la température annuelle moyenne est de 13,1 °C, avec une amplitude thermique annuelle de 15,7 °C. Le cumul annuel moyen de précipitations est de 731 mm, avec 9,6 jours de précipitations en janvier et 5,6 jours en juillet. Pour la période 1991-2020, la température moyenne annuelle observée sur la station météorologique la plus proche, située sur la commune de Blagnac à 10 km à vol d'oiseau, est de 14,2 °C et le cumul annuel moyen de précipitations est de 627,0 mm,. Pour l'avenir, les paramètres climatiques de la commune estimés pour 2050 selon différents scénarios d’émission de gaz à effet de serre sont consultables sur un site dédié publié par Météo-France en novembre 2022.

### Milieux naturels et biodiversité
Aucun espace naturel présentant un intérêt patrimonial n'est recensé sur la commune dans l'inventaire national du patrimoine naturel,,.

## Urbanisme

### Typologie
Au 1er janvier 2024, Pechbonnieu est catégorisée ceinture urbaine, selon la nouvelle grille communale de densité à sept niveaux définie par l'Insee en 2022.
Elle appartient à l'unité urbaine de Toulouse, une agglomération inter-départementale regroupant 81  communes, dont elle est une commune de la banlieue,,. Par ailleurs la commune fait partie de l'aire d'attraction de Toulouse, dont elle est une commune de la couronne,. Cette aire, qui regroupe 527 communes, est catégorisée dans les aires de 700 000 habitants ou plus (hors Paris),.

### Occupation des sols

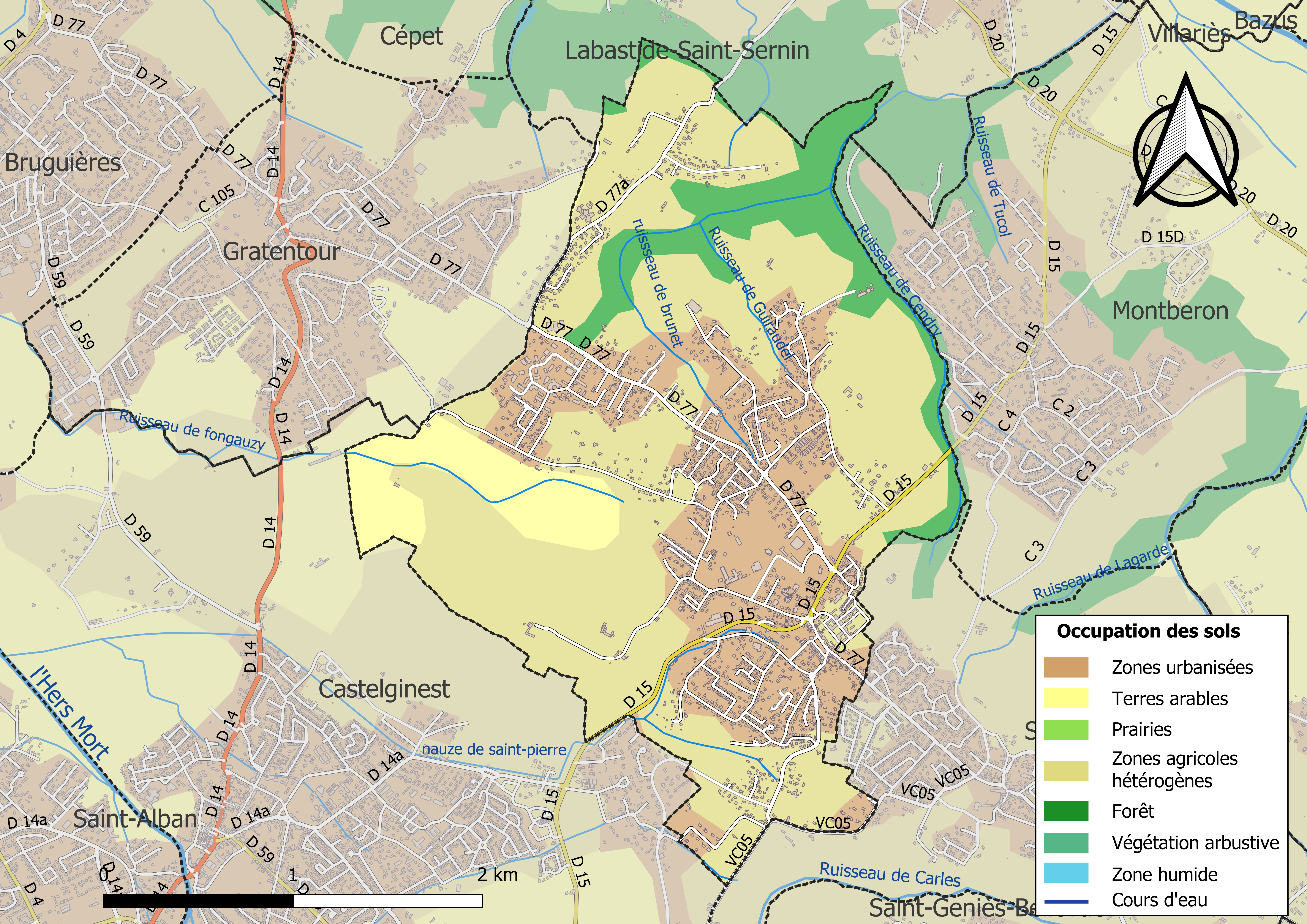
Carte des infrastructures et de l'occupation des sols de la commune en 2018 (CLC).

L'occupation des sols de la commune, telle qu'elle ressort de la base de données européenne d’occupation biophysique des sols Corine Land Cover (CLC), est marquée par l'importance des territoires agricoles (58 % en 2018), en diminution par rapport à 1990 (77,3 %). La répartition détaillée en 2018 est la suivante :
zones agricoles hétérogènes (50,9 %), zones urbanisées (32,5 %), forêts (9,4 %), terres arables (7,1 %). L'évolution de l’occupation des sols de la commune et de ses infrastructures peut être observée sur les différentes représentations cartographiques du territoire : la carte de Cassini (XVIIIe siècle), la carte d'état-major (1820-1866) et les cartes ou photos aériennes de l'IGN pour la période actuelle (1950 à aujourd'hui).

### Voies de communication et transports

#### Voies de communication
Pechbonnieu est accessible par la route : par la D 15 depuis Montberon ou Castelginest (elle va jusqu'à Toulouse), la D 77 depuis Gratentour ou Saint-Loup Cammas et la D 77A en direction de Labastide-Saint-Sernin.

#### Transports
- La ligne 33 du réseau Tisséo relie le centre de la commune à la station Argoulets du métro de Toulouse depuis Gratentour et en passant par Saint Loup Cammas, Saint Geniès Bellevue et L'Union.
- La ligne 26 dessert également le centre de la commune vers la station Borderouge depuis Montberon et en passant par Launaguet.
- La ligne 113 relie le collège de Pechbonnieu à Fenouillet, en passant per Castelginest et Saint Alban.
- La ligne 329 du réseau Arc-en-Ciel relie le centre de la commune à la station Borderouge depuis Villeneuve-lès-Bouloc ou Villariès.
- La ligne 354 relie le centre de la commune à la station Borderouge ou à la gare routière de Toulouse depuis Buzet-sur-Tarn.

### Risques majeurs
Le territoire de la commune de Pechbonnieu est vulnérable à différents aléas naturels : météorologiques (tempête, orage, neige, grand froid, canicule ou sécheresse) et séisme (sismicité très faible). Un site publié par le BRGM permet d'évaluer simplement et rapidement les risques d'un bien localisé soit par son adresse soit par le numéro de sa parcelle.

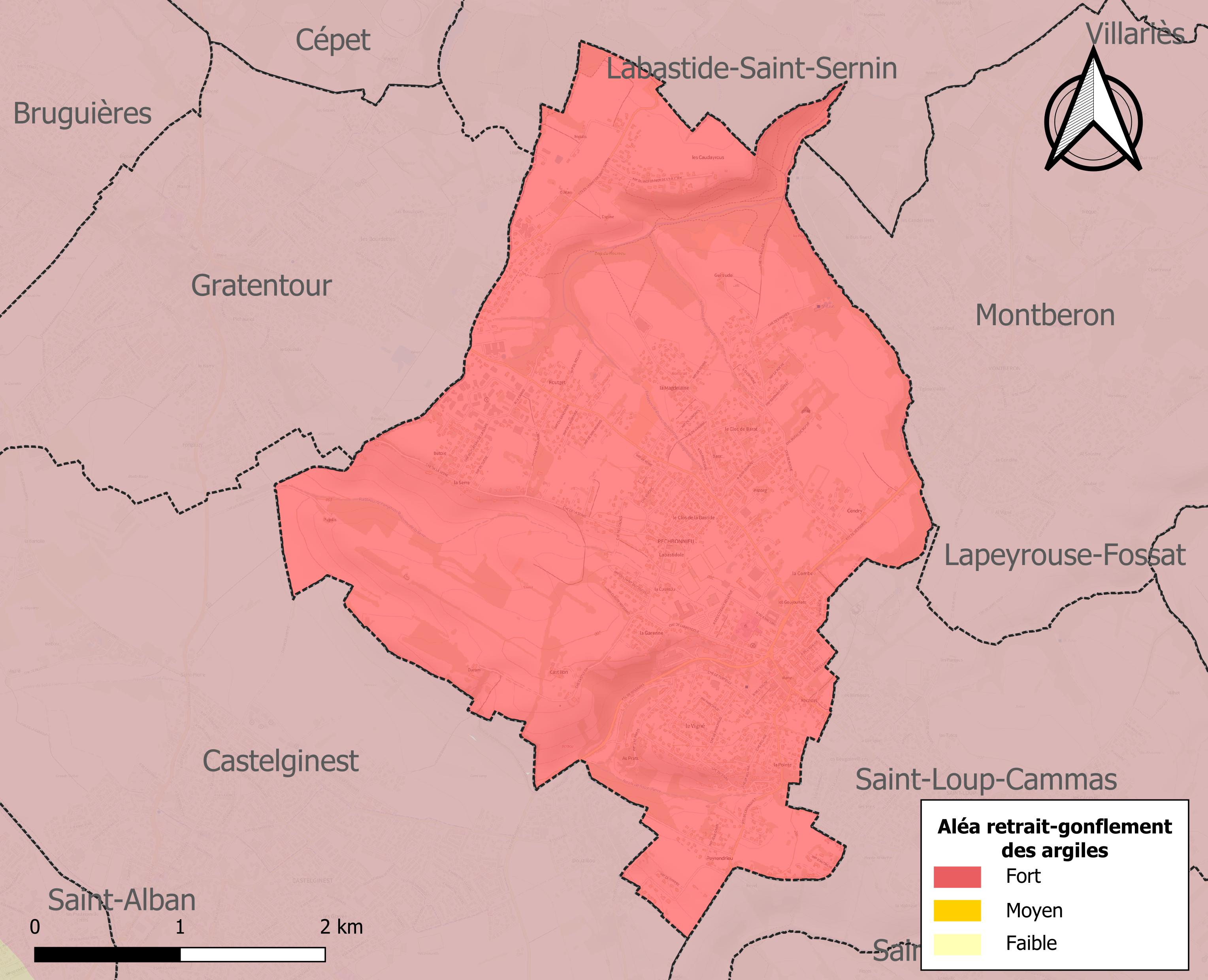
Carte des zones d'aléa retrait-gonflement des sols argileux de Pechbonnieu.

Le retrait-gonflement des sols argileux est susceptible d'engendrer des dommages importants aux bâtiments en cas d’alternance de périodes de sécheresse et de pluie. La totalité de la commune est en aléa moyen ou fort (88,8 % au niveau départemental et 48,5 % au niveau national). Sur les 1 425 bâtiments dénombrés sur la commune en 2019, 1 425 sont en aléa moyen ou fort, soit 100 %, à comparer aux 98 % au niveau départemental et 54 % au niveau national. Une cartographie de l'exposition du territoire national au retrait gonflement des sols argileux est disponible sur le site du BRGM,.
Par ailleurs, afin de mieux appréhender le risque d’affaissement de terrain, l'inventaire national des cavités souterraines permet de localiser celles situées sur la commune.
Concernant les mouvements de terrains, la commune a été reconnue en état de catastrophe naturelle au titre des dommages causés par la sécheresse en 1989, 1991, 1997, 1999, 2002, 2007, 2011, 2012, 2015, 2016, 2017 et 2020 et par des mouvements de terrain en 1999.

## Histoire

### XIXesiècleet première moitié duXXesiècle
Au XIXe siècle, la commune de Pechbonnieu absorbe deux Hameaux voisins, Labastide-Constance en 1812 et Castillon-Tolosan en 1842.
En 1880, après trois ans de tergiversations, la mairie-école est construite sur les plans de l'architecte toulousain Jullian : elle comprend une salle de réunion pour le conseil municipal et les archives, ainsi qu'une salle de classe pour l'école de garçons, une salle de classe pour l'école de filles, ainsi que les logements de l'instituteur et de l'institutrice.

### Seconde Guerre mondiale
En 1940, Pechbonnieu compte environ 400 habitants. Entre 1941 et 1944, les époux Blanche et Lucien Robène cachent plusieurs clandestins poursuivis par le régime de Vichy dans leur maison de Pechbonnieu (actuel no 11 route de Saint-Loup-Cammas). Lucien Robène est ouvrier chaudronnier aux usines aéronautiques Latécoère de la rue de Périole, Blanche Robène contremaîtresse aux établissements des Lessives Moriss. Dans leur maison sont accueillis environ 70 personnes, dont Edgar Morin et Clara Malraux : des résistants, des prisonniers de guerre évadés, des familles juives et des réfractaires du STO, ou encore des déserteurs allemands. Ils bénéficient de la complicité silencieuse des habitants du village, où habitait pourtant le responsable régional de la Milice. En mai 2018, les époux Robène sont nommés "Justes parmi les nations" par Yad Vashem.

### Deuxième moitié duXXesiècle
Jusqu'à la fin des années 1950, la population ne varie pas beaucoup. À partir des années 1960, avec le développement de l'industrie aéronautique dans la région (Aérospatiale = anciennement Airbus), la population augmente de façon exponentielle. En 60 ans, la population a été multipliée par 10. Pour comparaison, la population de la France est passé de 45 millions en 1960 à 65 millions en 2015, soit une multiplication de 1,5.

## Politique et administration

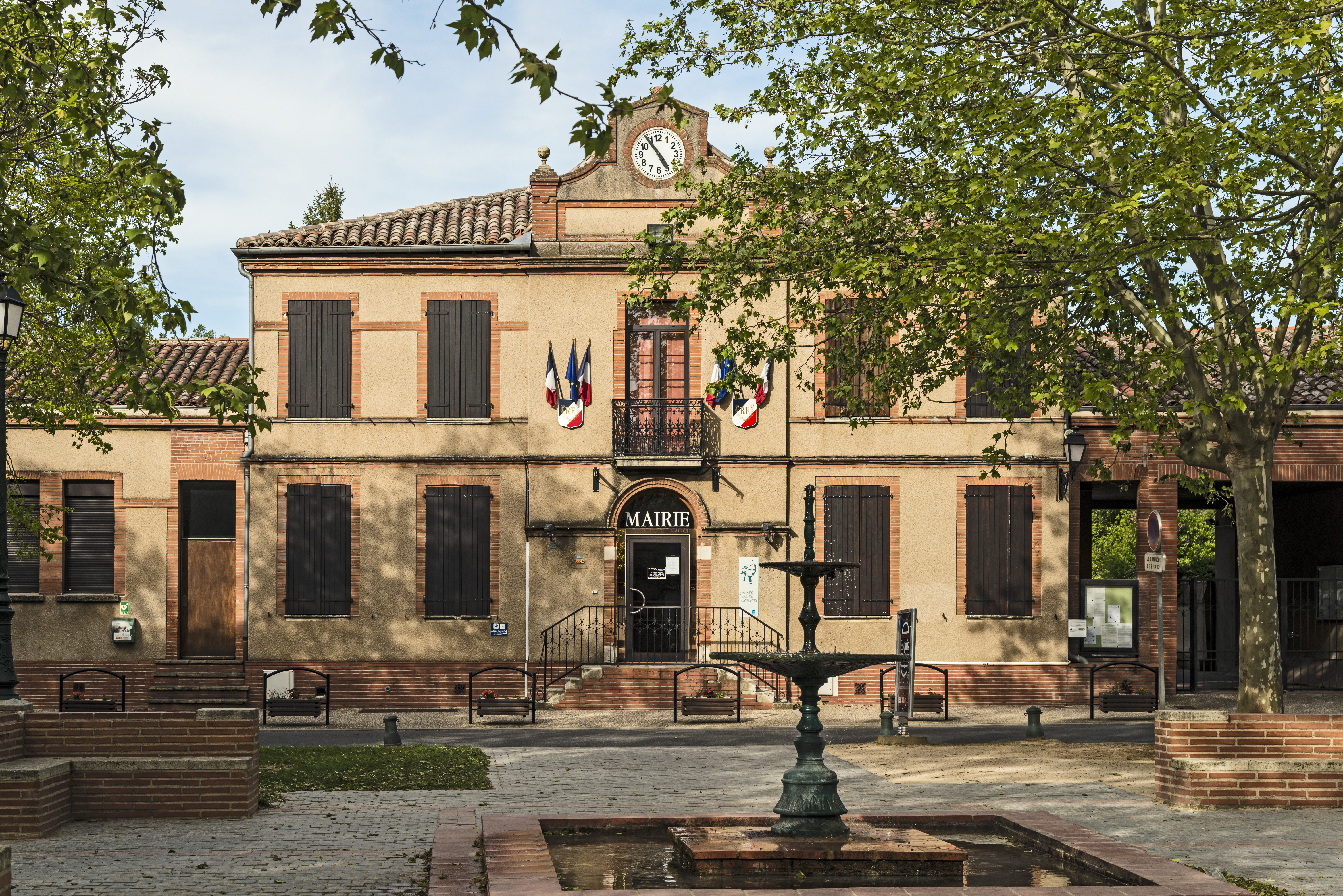
La mairie

### Administration municipale
Le nombre d'habitants au recensement de 2017 étant compris entre 3 500 habitants et 4 999 habitants, le nombre de membres du conseil municipal pour l'élection de 2020 est de vingt sept,.

### Rattachements administratifs et électoraux
Commune faisant partie de la deuxième circonscription de la Haute-Garonne de la communauté de communes des Coteaux-Bellevue et du canton de Pechbonnieu (avant le redécoupage départemental de 2014, Pechbonnieu faisait partie de l'ex-canton de Toulouse-15).

### Tendances politiques et résultats
La commune fait partie de la deuxième circonscription de la Haute-Garonne depuis le redécoupage électoral de 2010.

### Jumelages
La Communauté de communes est jumelée à la communauté de communes de Sorbara, dans la région italienne d'Émilie-Romagne.

## Démographie
L'évolution du nombre d'habitants est connue à travers les recensements de la population effectués dans la commune depuis 1793. Pour les communes de moins de 10 000 habitants, une enquête de recensement portant sur toute la population est réalisée tous les cinq ans, les populations de référence des années intermédiaires étant quant à elles estimées par interpolation ou extrapolation. Pour la commune, le premier recensement exhaustif entrant dans le cadre du nouveau dispositif a été réalisé en 2008.

En 2022, la commune comptait 4 792 habitants, en évolution de +8,42 % par rapport à 2016 (Haute-Garonne : +8,02 %, France hors Mayotte : +2,11 %).
| 1793 | 1800 | 1806 | 1821 | 1831 | 1836 | 1841 | 1846 | 1851 |
| ---- | ---- | ---- | ---- | ---- | ---- | ---- | ---- | ---- |
| 338  | 274  | 325  | 436  | 472  | 455  | 462  | 444  | 448  |

| 1856 | 1861 | 1866 | 1872 | 1876 | 1881 | 1886 | 1891 | 1896 |
| ---- | ---- | ---- | ---- | ---- | ---- | ---- | ---- | ---- |
| 503  | 493  | 456  | 480  | 489  | 445  | 469  | 416  | 407  |

| 1901 | 1906 | 1911 | 1921 | 1926 | 1931 | 1936 | 1946 | 1954 |
| ---- | ---- | ---- | ---- | ---- | ---- | ---- | ---- | ---- |
| 432  | 414  | 390  | 331  | 350  | 382  | 379  | 373  | 412  |

| 1962 | 1968 | 1975  | 1982  | 1990  | 1999  | 2006  | 2008  | 2013  |
| ---- | ---- | ----- | ----- | ----- | ----- | ----- | ----- | ----- |
| 542  | 781  | 1 289 | 1 535 | 1 940 | 2 997 | 3 601 | 3 775 | 4 251 |

| 2018  | 2022  | - | - | - | - | - | - | - |
| ----- | ----- | - | - | - | - | - | - | - |
| 4 429 | 4 792 | - | - | - | - | - | - | - |

| selon la population municipale des années : | 1968 | 1975 | 1982 | 1990 | 1999 | 2006 | 2009 | 2013 |
| Rang de la commune dans le département      | 100  | 69   | 79   | 75   | 53   | 51   | 51   | 52   |
| Nombre de communes du département           | 592  | 582  | 586  | 588  | 588  | 588  | 589  | 589  |

## Économie

### Revenus
En 2018  (données Insee publiées en septembre 2021), la commune compte 1 719 ménages fiscaux, regroupant 4 516 personnes. La médiane du revenu disponible par unité de consommation est de 26 100 € (23 140 € dans le département). 63 % des ménages fiscaux sont imposés (55,3 % dans le département).

### Emploi
|                | 2008  | 2013  | 2018  |
| -------------- | ----- | ----- | ----- |
| Commune        | 3,9 % | 5,4 % | 5,3 % |
| Département    | 7,7 % | 9,6 % | 9,3 % |
| France entière | 8,3 % | 10 %  | 10 %  |

En 2018, la population âgée de 15 à 64 ans s'élève à 2 925 personnes, parmi lesquelles on compte 75 % d'actifs (69,6 % ayant un emploi et 5,3 % de chômeurs) et 25 % d'inactifs,. Depuis 2008, le taux de chômage communal (au sens du recensement) des 15-64 ans est inférieur à celui de la France et du département.
La commune fait partie de la couronne de l'aire d'attraction de Toulouse, du fait qu'au moins 15 % des actifs travaillent dans le pôle,. Elle compte 1 009 emplois en 2018, contre 1 060 en 2013 et 886 en 2008. Le nombre d'actifs ayant un emploi résidant dans la commune est de 2 049, soit un indicateur de concentration d'emploi de 49,3 % et un taux d'activité parmi les 15 ans ou plus de 61,6 %.
Sur ces 2 049 actifs de 15 ans ou plus ayant un emploi, 283 travaillent dans la commune, soit 14 % des habitants. Pour se rendre au travail, 86,7 % des habitants utilisent un véhicule personnel ou de fonction à quatre roues, 5,1 % les transports en commun, 5,5 % s'y rendent en deux-roues, à vélo ou à pied et 2,7 % n'ont pas besoin de transport (travail au domicile).

### Activités hors agriculture

#### Secteurs d'activités
378 établissements sont implantés  à Pechbonnieu au 31 décembre 2019. Le tableau ci-dessous en détaille le nombre par secteur d'activité et compare les ratios avec ceux du département,.
| Secteur d'activité                                                                                        | Commune | Commune | Département |
| Secteur d'activité                                                                                        | Nombre  | %       | %           |
| --- | ------- | ------- | ----------- |
| Ensemble                                                                                                  | 378     | 100 %   | (100 %)     |
| Industrie manufacturière, industries extractives et autres                                                | 22      | 5,8 %   | (5,7 %)     |
| Construction                                                                                              | 71      | 18,8 %  | (12 %)      |
| Commerce de gros et de détail, transports, hébergement et restauration                                    | 89      | 23,5 %  | (25,9 %)    |
| Information et communication                                                                              | 10      | 2,6 %   | (4,1 %)     |
| Activités financières et d'assurance                                                                      | 19      | 5 %     | (3,8 %)     |
| Activités immobilières                                                                                    | 12      | 3,2 %   | (4,2 %)     |
| Activités spécialisées, scientifiques et techniques et activités de services administratifs et de soutien | 64      | 16,9 %  | (19,8 %)    |
| Administration publique, enseignement, santé humaine et action sociale                                    | 57      | 15,1 %  | (16,6 %)    |
| Autres activités de services                                                                              | 34      | 9 %     | (7,9 %)     |

Le secteur du commerce de gros et de détail, des transports, de l'hébergement et de la restauration est prépondérant sur la commune puisqu'il représente 23,5 % du nombre total d'établissements de la commune (89 sur les 378 entreprises implantées  à Pechbonnieu), contre 25,9 % au niveau départemental.

#### Entreprises et commerces
Les cinq entreprises ayant leur siège social sur le territoire communal qui génèrent le plus de chiffre d'affaires en 2020 sont : 
- Pechbodis, supermarchés (16 151 k€)
- Occitanie Boissons, commerce de gros (commerce interentreprises) de boissons (2 579 k€)
- Olivier Jordan TP, construction de routes et autoroutes (2 277 k€)
- Eco Granit, commerce de gros (commerce interentreprises) d'appareils sanitaires et de produits de décoration (1 188 k€)
- Acg Transports, transports routiers de fret de proximité (1 176 k€)

Pechbonnieu est régie par le comité du bassin d'emploi du nord-est toulousain.

### Agriculture
La commune est dans le Lauragais, une petite région agricole occupant le nord-est du département de la Haute-Garonne, dont les coteaux portent des grandes cultures en sec avec une dominante blé dur et tournesol. En 2020, l'orientation technico-économique de l'agriculture  sur la commune est la culture de céréales et/ou d'oléoprotéagineuses.
|               | 1988 | 2000 | 2010 | 2020 |
| ------------- | ---- | ---- | ---- | ---- |
| Exploitations | 24   | 11   | 11   | 11   |
| SAU (ha)      | 289  | 143  | nd   | 445  |

Le nombre d'exploitations agricoles en activité et ayant leur siège dans la commune est passé de 24 lors du recensement agricole de 1988  à 11 en 2000 puis à 11 en 2010 et enfin à 11 en 2020, soit une baisse de 54 % en 32 ans. Le même mouvement est observé à l'échelle du département qui a perdu pendant cette période 57 % de ses exploitations,. La surface agricole utilisée sur la commune a quant à elle augmenté, passant de 289 ha en 1988 à 445 ha en 2020. Parallèlement la surface agricole utilisée moyenne par exploitation a augmenté, passant de 12 à 40 ha.

## Vie locale

### Enseignement
Pechbonnieu fait partie de l'Académie de Toulouse.
La commune possède une crèche, créée en 1989, dont le bâtiment est une ferme datant du XVIIIe siècle, une école maternelle entre 100 et 150 enfants avec pédibus, une école primaire entre 300 et 350 enfants et 12 classes directrice avec pédibus (relié à la maternelle) et un collège Jean Dieuzaide créé en 2004, entre 700 et 800 collégiens.

### Santé
Maison de retraite type EHPAD, maison de vie (foyer d'accueil médicalisé pour Adultes en situation de handicap mental ou handicapés, Ipsis (association qui accompagne les personnes en situation de handicap possédant une orientation ESAT délivrée par la CDAPH),

### Culture
Depuis le 3 juin 2014, la ville a inauguré « L'atelier » comprenant une médiathèque et une ludothèque de 320 m2 comprenant 7 500 documents, un point accueil jeune local et un studio d'enregistrement,.
Salle des fêtes,

#### Évènements
Tous les ans, un festival entièrement destiné aux enfants de 0 à 6 ans: Festibout'chou. Théâtre, musique, marionnettes, conte, magie, cirque mais aussi des animations, des ateliers réunis environ 7 000 personnes.
Dernier dimanche de juillet après la Saint-Jacques : fête locale.
Jusqu'à 2011 se tenait au début de juillet le « Festival de la colline », consacré à la musique et réunissant environ 5 000 personnes par concert. La dernière édition du festival eut lieu en 2011, puis il fut arrêté pour des raisons financières.
Tous les ans, depuis 2015, un festival de jeux est organisé par la ludothèque de L'atelier, Pechbon'Jeux, réunissant près de 600 personnes sur deux jours pour l'édition de 2017.

### Sports
Club de football : l'Olympique Girou football club (OGFC) dont l'équipe fanion évolue en régional 1 en 2017-2018, club de rugby à XV : l'Entente de la vallée du Girou XV évoluant en championnat de France de rugby à XV de 3e division fédérale, club de full-contact (Osa Koo Do) qui comprend plusieurs champions de France et vainqueurs de la Coupe de France, club de handball : le handball club les Coteaux, résident au gymnase Colette-Besson.
Le stade vallée du Girou de Pechbonnieu a été construit par l'architecte Angel Rodrigo de l'Atelier du Prieuré et inauguré le samedi 1er septembre 2007. Il a déjà accueilli 3 000 personnes au cours d'un événement sportif, une demi-finale de rugby à XV dans le championnat de France d'accession en Fédérale 1 entre l'Avenir castanéen rugby et l'AS Tournefeuille, le dimanche 7 juin 2009.
Gymnase Colette Besson,

### Écologie et recyclage
La collecte et le traitement des déchets des ménages et des déchets assimilés ainsi que la protection et la mise en valeur de l'environnement se font dans le cadre de la communauté de communes des Coteaux Bellevue.
Les déchèteries les plus proches sont situées sur les communes de Garidech, L'Union ou Saint-Alban.
La commune possède une forêt communale d’une superficie de 21 hectares et une mare est classée en zone humide qui abrite (tritons marbrés, tritons palmés et grenouilles vertes).

## Culture locale et patrimoine

### Lieux et monuments
- Église Saint-Jacques de Pechbonnieu, Église du XIIIe siècle. Le clocher-mur est inscrit au titre des monuments historiques[50].
- Place du village.
- Place de la Fontaine (place du 19-Mars-1962).
- Place Récastel (derrière le château du XVIIe siècle.) Détruit au XIXe siècle mais subsiste dans une maison particulière la chambre et la chapelle du châtelain. Décor stuqué de la chapelle daté 1778 et signé Lacombe.
- Monument aux morts

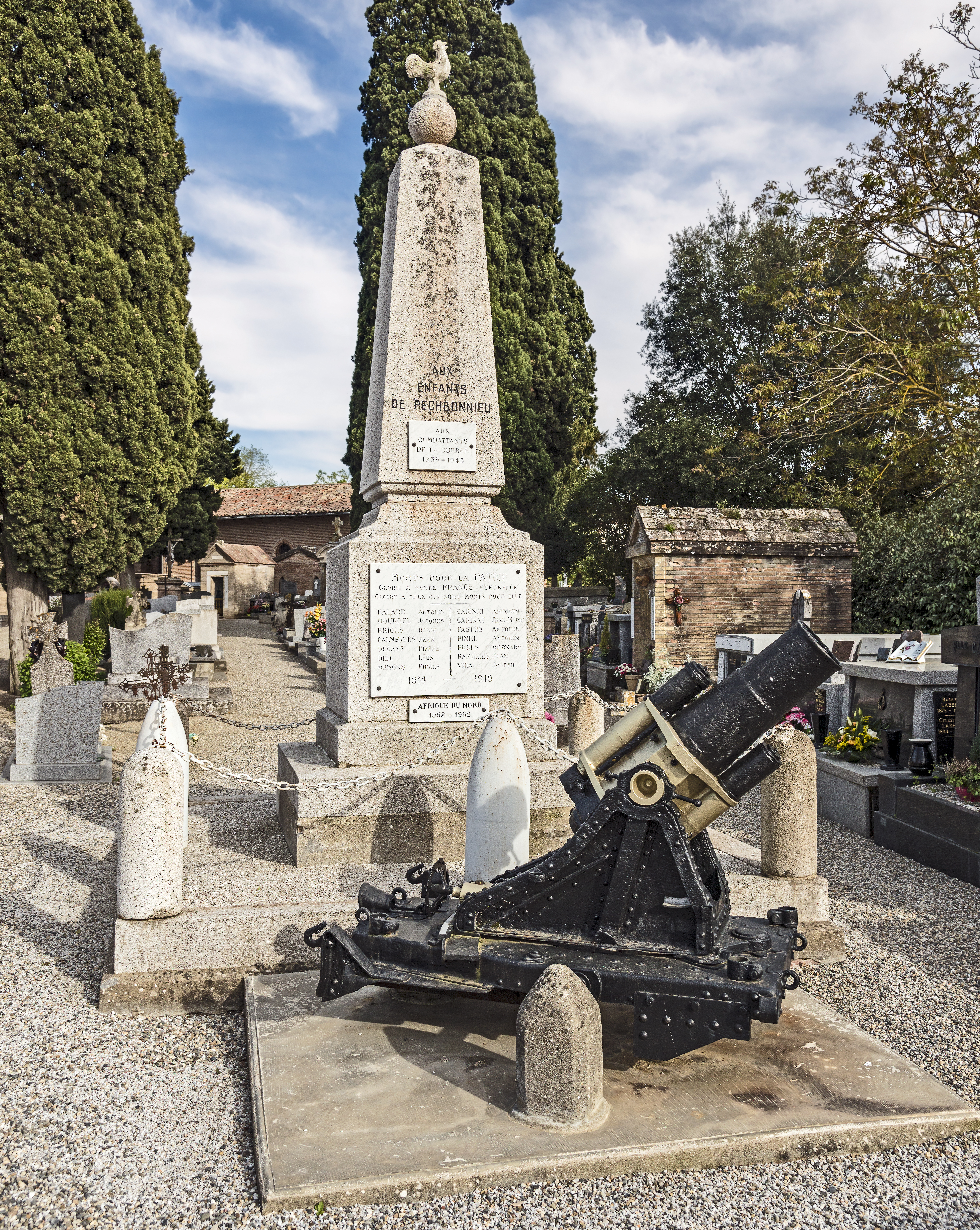
Le monument aux morts
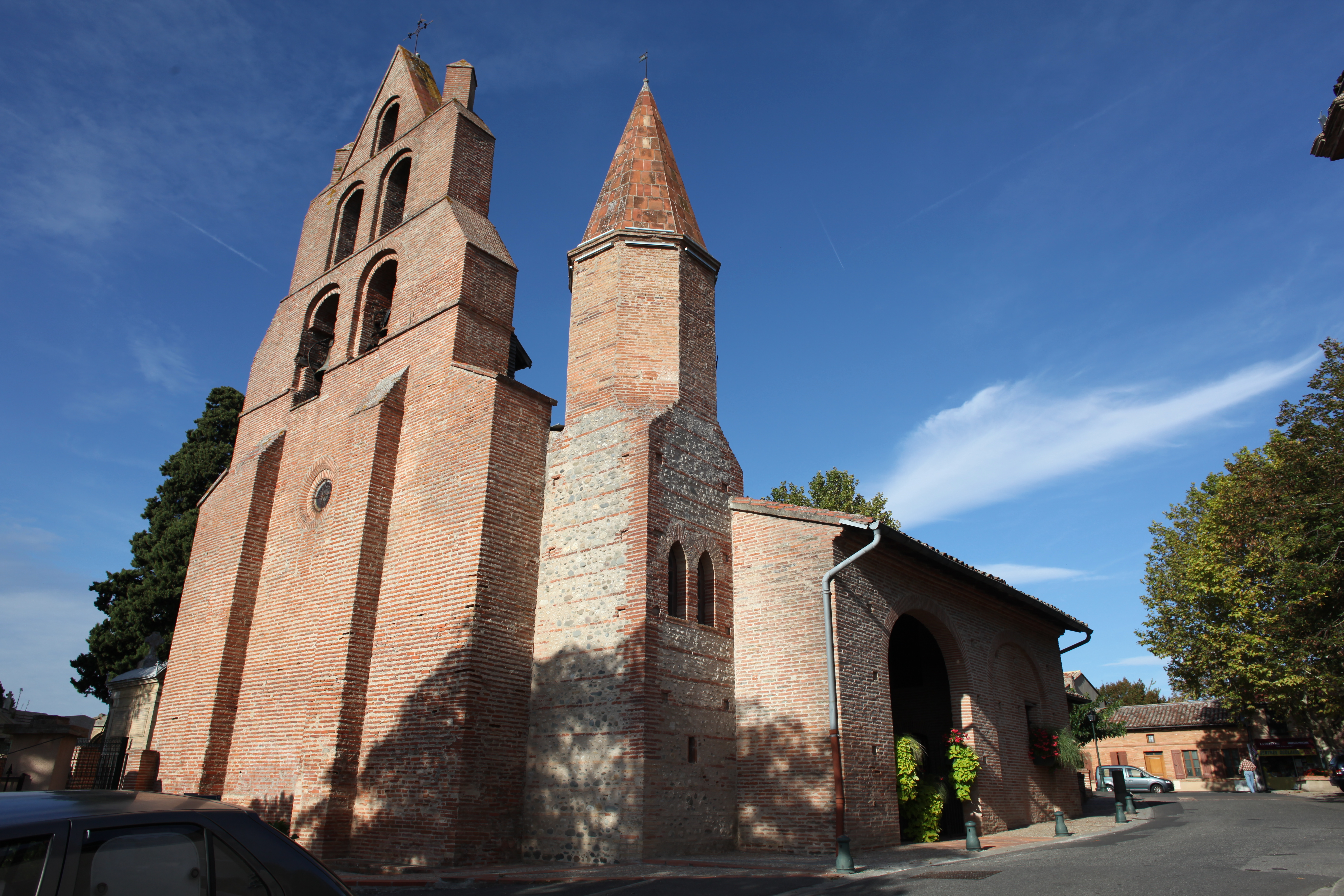
L'église

### Personnalités liées à la commune
- Raphaëlle Bacqué, journaliste au journal Le Monde depuis 1998, qui a habité dans la commune[51].
- Jérôme Cazalbou, ancien demi de mêlée du Stade toulousain dans les années 1980 et 1990.
- Eugène Galliussi, champion cycliste, ancien coureur du Tour de France 1947, décédé en 2010.
- Amédée Gaubert, Intendant Général, qui possédait une demeure sur la commune. Un chemin communal porte son nom.

### Héraldique
| Pechbonnieu | Son blasonnement est : Bandé de sable et d'or de quatre pièces. |

## Pour approfondir